# Championnat de Grèce de football 2021-2022
Navigation
2020-2021 2022-2023
La saison 2021-2022 de Super League est la 86e édition de la première division grecque, et la 63e édition sous sa forme actuelle.
Le championnat est composé de quatorze équipes, incluant une équipe promue de deuxième division, qui s'affrontent dans un premier temps à deux reprises sur vingt-six journées pour un total de 182 matchs. À l'issue de ces rencontres, la compétition se divise en deux poules distinctes accueillant respectivement les six premiers et les huit derniers du classement final de la première phase afin de déterminer, dans le premier cas, le vainqueur du championnat ainsi que les places européennes, et dans le deuxième les relégués en fin de saison.
L'Olympiakos, tenant du titre, conserve son trophée à quatre journées de la fin.

## Équipes participantes
AEK Athènes
Apollon Smyrnis
Atromitos
Panathinaïkos
Ionikos Nikaia
Légende des couleurs
- Deuxième tour de qualification de la Ligue des champions 2021-2022
- Troisième tour de qualification de la Ligue Europa Conférence 2021-2022
- Deuxième tour de qualification de la Ligue Europa Conférence 2021-2022
- Promu de deuxième division

| Équipe           | Présent depuis | Classement 2020-2021 | Stade                          | Capacité |
| ---------------- | -------------- | -------------------- | ------------------------------ | -------- |
| Olympiakos       | 1959           | 1er                  | Stade Karaïskaki               | 32 115   |
| PAOK Salonique   | 1959           | 2e                   | Stade de Toúmba                | 28 700   |
| Aris Salonique   | 2018           | 3e                   | Stade Kleánthis-Vikelídis      | 22 800   |
| AEK Athènes      | 2015           | 4e                   | Stade olympique d'Athènes      | 70 000   |
| Panathinaïkos    | 1959           | 5e                   | Stade Apóstolos Nikolaïdis     | 16 620   |
| Asteras Tripolis | 2009           | 6e                   | Stade Theodoros Kolokotronis   | 7 616    |
| Volos FC         | 2019           | 7e                   | Stade municipal Neapoli        | 2 500    |
| Atromitos FC     | 2010           | 8e                   | Stade Peristeri                | 10 000   |
| PAS Giannina     | 2020           | 9e                   | Stade Zosimades                | 7 652    |
| PAS Lamía        | 2017           | 10e                  | Stade municipal de Lamia       | 6 000    |
| Apollon Smyrnis  | 2020           | 11e                  | Stade Georgios Kamaras         | 14 200   |
| OFI Crète        | 2018           | 12e                  | Stade Theódoros-Vardinogiánnis | 9 088    |
| Panetolikós FC   | 2013           | 13e                  | Stade Panetolikós              | 7 000    |
| Ionikos Nikaia   | 2021           | 1er (D2)             | Neapoli Stadium                | 6 000    |

## Compétition

### Première phase

#### Règlement
Le classement est établi sur le barème suivant : une victoire rapporte trois points, un match nul en rapport un tandis qu'une défaite n'octroie aucun point.
À égalité de points, les critères de départage sont les suivants : 
1. plus grand nombre de points dans les confrontations directes ;
2. plus grande différence de buts dans les confrontations directes ;
3. plus grande différence de buts générale ;
4. plus grand nombre de buts marqués ;
5. moins grand nombre de buts encaissés.

#### Classement
| Rang | Équipe           | Pts | J  | G  | N  | P  | Bp | Bc | Diff |
| ---- | ---------------- | --- | -- | -- | -- | -- | -- | -- | ---- |
| 1    | Olympiakos T     | 65  | 26 | 20 | 5  | 1  | 47 | 14 | +33  |
| 2    | PAOK Salonique   | 53  | 26 | 16 | 5  | 5  | 50 | 24 | +26  |
| 3    | AEK Athènes      | 46  | 26 | 14 | 4  | 8  | 42 | 28 | +14  |
| 4    | Aris Salonique   | 45  | 26 | 13 | 6  | 7  | 28 | 21 | +7   |
| 5    | Panathinaïkos    | 42  | 26 | 13 | 3  | 10 | 41 | 21 | +20  |
| 6    | PAS Giannina     | 40  | 26 | 11 | 7  | 8  | 28 | 24 | +4   |
| 7    | OFI Crète        | 37  | 26 | 9  | 10 | 7  | 33 | 32 | +1   |
| 8    | Asteras Tripolis | 35  | 26 | 10 | 5  | 11 | 27 | 29 | -2   |
| 9    | Panetolikós FC   | 32  | 26 | 9  | 5  | 12 | 27 | 39 | -12  |
| 10   | Volos FC         | 30  | 26 | 8  | 6  | 12 | 35 | 42 | -7   |
| 11   | Ionikos Nikaia P | 26  | 26 | 6  | 8  | 12 | 26 | 34 | -8   |
| 12   | Atromitos FC     | 23  | 26 | 6  | 5  | 15 | 27 | 47 | -20  |
| 13   | PAS Lamía        | 18  | 26 | 4  | 6  | 16 | 19 | 37 | -18  |
| 14   | Apollon Smyrnis  | 13  | 26 | 2  | 7  | 17 | 9  | 47 | -38  |

Qualifications
- 1er à 6e : qualification pour le groupe championnat
- 7e à 14e : qualification pour le groupe relégation

Abréviations
- T : Tenant du titre
- C : Vainqueur de la Coupe de Grèce 2021-2022
- P : Promu de deuxième division

| Résultats (▼dom., ►ext.)                                   | AEK | APO | ARI | AST | ATR | ION | LAM | OFI | OLY | PNA | PNE | PAO | PAS | VOL |
| AEK Athènes                                                |     | 3-0 | 2-1 | 2-1 | 3-0 | 3-0 | 1-0 | 1-2 | 2-3 | 1-0 | 1-2 | 1-1 | 2-0 | 1-2 |
| Apollon Smyrnis                                            | 2-2 |     | 0-0 | 0-1 | 0-2 | 0-0 | 0-0 | 0-3 | 0-0 | 0-3 | 0-0 | 0-2 | 1-0 | 1-3 |
| Aris Salonique                                             | 2-1 | 0-0 |     | 1-0 | 3-0 | 1-0 | 0-0 | 0-0 | 2-1 | 1-0 | 5-1 | 0-0 | 0-5 | 0-2 |
| Asteras Tripolis                                           | 0-0 | 1-0 | 0-2 |     | 6-2 | 2-3 | 0-1 | 1-0 | 0-2 | 2-1 | 1-0 | 0-1 | 2-0 | 1-0 |
| Atromitos FC                                               | 0-2 | 4-1 | 1-3 | 2-0 |     | 0-2 | 3-1 | 2-2 | 0-3 | 0-2 | 1-2 | 2-0 | 1-1 | 2-1 |
| Ionikos Nikaia                                             | 0-1 | 4-0 | 1-0 | 1-1 | 2-1 |     | 1-2 | 0-0 | 0-3 | 0-1 | 1-2 | 3-2 | 0-0 | 1-1 |
| PAS Lamía                                                  | 0-2 | 1-2 | 0-1 | 0-2 | 2-2 | 2-1 |     | 2-1 | 1-2 | 1-3 | 2-2 | 0-2 | 0-1 | 2-2 |
| OFI Crète                                                  | 3-3 | 2-0 | 1-1 | 0-0 | 2-0 | 2-1 | 0-0 |     | 1-3 | 3-2 | 2-4 | 1-3 | 1-1 | 2-1 |
| Olympiakos                                                 | 1-0 | 4-1 | 1-0 | 5-1 | 0-0 | 1-0 | 1-0 | 2-0 |     | 0-0 | 3-1 | 2-1 | 2-0 | 2-1 |
| Panathinaïkos                                              | 3-0 | 4-0 | 2-0 | 0-1 | 2-0 | 4-1 | 2-0 | 0-0 | 0-0 |     | 2-0 | 1-3 | 2-0 | 5-1 |
| Panetolikós FC                                             | 1-3 | 1-0 | 0-2 | 0-0 | 2-1 | 2-2 | 1-0 | 1-2 | 1-2 | 1-0 |     | 1-2 | 0-1 | 0-0 |
| PAOK Salonique                                             | 2-0 | 4-1 | 0-1 | 3-2 | 1-0 | 1-1 | 2-1 | 3-0 | 1-1 | 2-1 | 2-0 |     | 0-1 | 4-4 |
| PAS Giannina                                               | 1-2 | 2-0 | 2-0 | 1-1 | 1-1 | 1-0 | 1-0 | 1-1 | 1-2 | 1-0 | 3-0 | 0-4 |     | 3-2 |
| Volos FC                                                   | 1-3 | 1-0 | 1-2 | 2-1 | 3-0 | 1-1 | 2-1 | 0-2 | 0-1 | 3-1 | 1-2 | 0-4 | 0-0 |     |
| - Victoire à domicile - Match nul - Victoire à l'extérieur |     |     |     |     |     |     |     |     |     |     |     |     |     |     |

### Deuxième phase

#### Règlement
À l'issue de la première phase, les équipes sont divisées en deux groupes. Les six premiers au classement sont ainsi intégrés au groupe championnat, dans lequel sont déterminés le vainqueur de la compétition ainsi que la répartition des places européennes, tandis que les huit derniers sont placés dans le groupe relégation, qui sert à déterminer les équipes reléguées.
Dans les deux cas, chaque équipe conserve l'intégralité de ses statistiques de la première phase. Les équipes se rencontrent à nouveau à deux reprises, une fois à domicile et à l'extérieur.
Le classement est établi sur le barème suivant : une victoire rapporte trois points, un match nul en rapport un tandis qu'une défaite n'octroie aucun point.
À égalité de points, les critères de départage sont les suivants : 
1. plus grand nombre de points dans les confrontations directes des deux phases ;
2. plus grande différence de buts dans les confrontations directes des deux phases ;
3. meilleur classement de la première phase.